# 410-km-Diskontinuität

Seismische Geschwindigkeiten im Erdinneren nach IASP91

Die 410-km-Diskontinuität ist eine markante geologisch-seismische Struktur im inneren Aufbau der Erde. Sie stellt die obere Begrenzung der Mantel-Übergangszone dar.
Die Diskontinuität ist gekennzeichnet durch eine relativ schnelle Zunahme der seismischen Geschwindigkeiten mit der Tiefe. Ihre Existenz wurde dementsprechend aus seismologischen Untersuchungen abgeleitet. Die Bezeichnung orientiert sich an der durchschnittlichen globalen Tiefe ihres Auftretens ca. 410 km unterhalb der Erdoberfläche nach dem Erdreferenzmodell IASP91. In dem etwas älteren Erdmodell PREM ist die durchschnittliche Tiefe mit 400 km angegeben.

## Wissenschaftlicher Hintergrund
Die 410-km-Diskontinuität hat nach allgemein anerkannter wissenschaftlicher Meinung ihre Ursache in einem Phasenübergang des Olivin, eines der Hauptbestandteile des Mantelgesteins. Dabei wandelt sich die α-Phase des Olivin in ihre β-Phase, eine Kristallstruktur vom Strukturtyp Spinell (auch als Wadsleyit bezeichnet) um. Diese Mineralphasen sind in ihrer chemischen Zusammensetzung identisch, unterscheiden sich jedoch in ihrer Kristallstruktur und somit in ihren elastischen Eigenschaften.
Das Auftreten der Phasenumwandlung ist gekoppelt an ein bestimmtes Verhältnis von Druck und Temperatur, welches durch den Clapeyron-Slope ausgedrückt wird. Die durchschnittliche Tiefe von 410 km entspricht einem Druck von ca. 14 GPa (Gigapascal). Der entsprechende Clapeyron-Slope wird (für eine Temperatur von 1600 K) mit +2,9 MPa/K angegeben. Eine jüngere Studie geht von einem wesentlich höheren Wert von +4,0 MPa/K aus.
Aufgrund der komplexen chemischen Zusammensetzung des Mantelgesteins handelt es sich streng genommen nicht um eine Diskontinuität im engsten Wortsinn, sondern um einen graduellen Übergang von einer Mineralphase in die andere, der sich über mehrere Kilometer bis wenige zehn Kilometer erstreckt. Innerhalb dieses Übergangsbereiches liegen beide Phasen nebeneinander vor. Die Dicke dieses Mischbereiches wird auch durch chemische und mineralische Komponenten beeinflusst, die nicht direkt zum Olivinsystem gehören, wie z. B. Wasser und andere fluide Phasen. Der Übergangsbereich ist nicht linear, d. h. der Volumenanteil der β-Phase nimmt nicht gleichmäßig mit der Tiefe zu, so dass die Diskontinuität in seismologischen Untersuchungen schärfer erscheint, als sie tatsächlich ist. Auch dieser Zuwachs der Mineralumwandlung wird von der chemischen Komposition des Mantels bestimmt.
Die Interpretation seismologischer Daten ist naturgemäß mit Unsicherheiten verbunden, da die Messungen zum einen mit einem Fehler behaftet sind und die Interpretation selbst auf Modellvorstellungen beruht.  Gesteinsphysikalische Labors sind heute in der Lage, Temperatur- und Druckbedingungen zu schaffen, wie sie bis in den untersten Mantel angenommen werden. Da direkte Analysen der Minerale in der Natur jedoch nicht möglich sind, ist die genaue Zusammensetzung der Minerale und deren chemische Struktur in diesen unzugänglichen Tiefen unsicher. Abweichungen von der durchschnittlichen globalen Tiefe sind daher möglich und müssen bei der Interpretation in Betracht gezogen werden.

## Anomalien
Die Tiefe der zugrunde liegenden Phasentransformation kann aufgrund physikalischer und chemischer Effekte regional jedoch um einige zehn km variieren. Eine Erhöhung der Temperatur im Erdmantel – z. B. durch einen aufsteigenden Plume – erfordert dem Clapeyron-Slope entsprechend einen höheren Druck für die Phasentransformation. Als Folge findet der Phasenübergang in einem solchen Fall in größerer Tiefe statt. Regionale Abweichungen der Tiefenlage der Diskontinuität werden in der Seismologie daher gezielt untersucht, um Informationen über chemische oder Temperaturanomalien im Erdinneren zu gewinnen und daraus Rückschlüsse auf strukturelle Besonderheiten in dieser Region zu ziehen.